# Luchtsnelheid

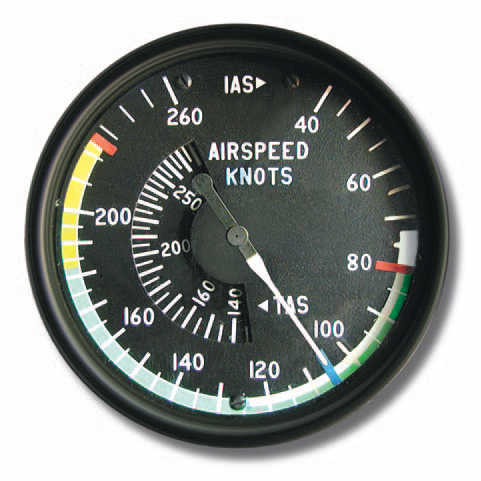
Airspeed indicator

De luchtsnelheid, in Engels luchtvaartjargon airspeed genoemd, is de snelheid van een vliegtuig ten opzichte van de omringende luchtmassa. De luchtsnelheid wordt in de gemotoriseerde luchtvaart uitgedrukt in knopen (1 knoop = 1 zeemijl / uur = 1,852 km/u).
De term 'luchtsnelheid' zonder toevoegingen kan een van deze betekenissen hebben:
- Aangegeven luchtsnelheid (indicated airspeed – IAS). Dit is de snelheid aangegeven door (lucht)snelheidsmeter van het vliegtuig (in praktijk meestal bij zijn Engelse naam airspeed indicator genoemd). Het is deze snelheid die in de radiocommunicatie tussen piloot en luchtverkeersleiding wordt verstaan onder de algemene term 'luchtsnelheid'.
- Werkelijke luchtsnelheid (true airspeed – TAS) (ook wel ware luchtsnelheid genoemd). Dit is de luchtsnelheid van een vliegtuig ten opzichte van onverstoorde lucht. De werkelijke luchtsnelheid wordt voornamelijk gebruikt bij het plannen van een vlucht.

De luchtsnelheidsmeter in het vliegtuig werkt met een pitotbuis aan de buitenkant van het vliegtuig, die de druk van de aanstromende lucht meet. Deze druk varieert met de snelheid, maar ook met de vlieghoogte doordat de dichtheid van de lucht afneemt met de hoogte (dit laatste is trouwens het principe van de (barometrische) hoogtemeter). Tevens wordt de dichtheid van de lucht beïnvloed door de temperatuur. Hierdoor kunnen de aangewezen luchtsnelheid en de werkelijke luchtsnelheid sterk van elkaar afwijken.
Voor vliegtuigen is de luchtsnelheid van belang in verband met de aerodynamica. De luchtweerstand – en daarmee het brandstofverbruik – is lager wanneer men „met de wind mee” vliegt. Bij start en landing is de snelheid nog laag, zodat de luchtsnelheid een wezenlijke rol kan spelen bij zowel het draagvermogen van de vleugels als de besturing van het vliegtuig. Zo moet men bij een landing met zijwind altijd schuin aan komen vliegen. De verkeersleiding geeft daartoe aan de piloot de zogenaamde „dwarswindcomponent” voor de toegewezen landingsbaan door.